# White River (South Dakota)
|  | For andre floder med samme navn, se White River |
White River er en flod i South Dakota i det nordlige USA. Den løber mod øst fra Rocky Mountains ved Pine Ridge i Nebraska, og gennem de sydlige dele af South Dakota, og munder ud i Missourifloden, i Francis Case-reservoiret, omkring 24 km sydvest for byen Chamberlain. White River er 933 km lang, og har et afvandingsområde på godt 26.000 km². En biflod er Wounded Knee Creek (80 km), som løber gennem stedet hvor Massakren ved Wounded Knee fandt sted; derefter løber den forbi Badlands National Park. Bifloden Little White River er 217 km lang.